# Giorgio Pellegrini
Giorgio Pellegrini (Borgo a Buggiano, 28 ottobre 1926) è un ex calciatore italiano, di ruolo difensore.

## Carriera
Debutta in Serie B nella stagione 1950-1951 con il Pisa, disputando due stagioni con i nerazzurri per un totale di 56 presenze.
Nel 1952-1953 fa il suo esordio in Serie A, disputando tre gare con la maglia della Triestina.
Nel 1954 torna a calcare i campi della Serie B, giocando per tre anni con il Taranto e totalizzando altre 54 presenze.